# Harro Bode
Harro Bode (* 20. Februar 1951 in Bad Sobernheim) ist ein deutscher Segler, der 1976 Olympiasieger wurde. Bode war Vorstandsvorsitzender des Ruhrverbandes und ist ein führender deutscher Wasserwirtschaftler.

## Karriere
Harro Bode begann seine Seglerkarriere als Steuermann im Pirat und später im 470er. Nach seiner Bundeswehrzeit bei einem Sportförderkommando bei der Marine (Segeln) an der Ostsee wechselte er als Vorschoter in den Flying Dutchman. Ab 1974 segelte er als Vorschoter zusammen mit Frank Hübner im 470er. Hübner und Bode gewannen 1975 Bronze bei der Europameisterschaft. 1976 bei der Olympischen Regatta vor dem kanadischen Ort Kingston erreichten Hübner und Bode drei Tagessiege und wurden Olympiasieger. Bode war von 1976 bis 1979 Aktivensprecher des deutschen Seglerverbandes und allgemeiner Sportlervertreter im Beirat der Aktiven des deutschen Sportbundes.
Harro Bode studierte Bauingenieurwesen an der Universität Hannover und promovierte über Industrieabwasserreinigung zum Dr.-Ing. Er ist ein Experte für Fragen der Wasserwirtschaft. 1979/1980 verbrachte er eineinhalb Jahre im Zuge eines Forschungsaufenthaltes an der University of California in Berkeley, USA. Seit 1999 ist Bode Honorarprofessor an der Universität Hannover, von 2004 bis 2016 war er als Vorstandsvorsitzender des Ruhrverbandes für die Wasserwirtschaft im Flussgebiet der Ruhr zuständig. Zum Flussgebiet der Ruhr gehören auch seine früheren Segelreviere, der Baldeneysee und der Sorpesee. Bode war viele Jahre lang ehrenamtliches Vorstandsmitglied der Deutschen Vereinigung für Wasserwirtschaft, Abwasser und Abfall (DWA) und des Bundesverbandes der Energie- und Wasserwirtschaft (BDEW) sowie Vorsitzender des deutschen Komitees der Internationalen Water Association (IWA). Zusammen mit K. R. Imhoff und P. Evers verfasste er das Sachbuch Entwurfsbeispiele für kommunale Kläranlagen und veröffentlichte eine große Zahl von wissenschaftlichen und wasserpolitischen Fachartikeln.

## Ehrungen
- 1976: Verleihung des silbernen Lorbeerblatts durch Bundespräsident Walter Scheel
- 1987: Karl-Imhoff-Preis der DWA (ehemals ATV)[2]
- 2014: IWA-Award for „Outstanding Contribution to Water Management and Science“
- 2015: Goldene Ehrennadel der DWA[3]

## Privates
Bode lebt in Essen, ist verheiratet und hat zwei erwachsene Kinder.

## Werke
- Entwurfsbeispiele für kommunale Kläranlagen. München 1996 ISBN 978-3-8356-6348-0, zusammen mit Klaus R. Imhoff und Peter Evers